# Adam Gruszczyński
Adam Gruszczyński,  Kośmider-Gruszczyński z Gruszczyc herbu Poraj (ur. 1670, zm. 1712) – sędzia kapturowy poznański (1696), kasztelan nakielski (1699) kasztelan gnieźnieński (1702), kasztelan kaliski (1702–1709), senator (ok. 1702),  starosta kolski
W 1696 został sędzią kapturowym poznańskim. Podburzał szlachtę pruską przeciwko  Augustowi II, za co był aresztowany, lecz uwolniony  ogólną amnestią. Od tego czasu stronił od dworu królewskiego. Jednak w 1699 został  kasztelanem nakielskim, w 1702 kasztelanem gnieźnieńskim, następnie w 1709 kasztelanem kaliskim.
Poślubił Katarzynę Konarzewską (1670–1696). Po śmierci żony w 1696 ożenił się z Zofią Przyjemską – córką Krzysztofa Przyjemskiego, chorążego kaliskiego. W 1710 r. otrzymał wraz z żoną Zofią z Przyjemskich, konsens królewski na nabycie starostwa kolskiego – od teścia Krzysztofa Przyjemskiego, chorążego kaliskiego.
Miał z nią córkę i syna urodzonych w 1700 oraz córkę Franciszkę Malczewską (1711–1793), której mężem został Mikołaj Malczewski z Malczewa h. Awdaniec (1713–1756).